# Parcul eolian Fântânele-Cogealac

Parcul Eolian de la Fântânele-Cogealac

Parcul eolian Fântânele-Cogealac este un parc eolian situat în județul Constanța, pe teritoriul localităților Fântânele și Cogealac.

## Proiectul
Proiectul pentru construirea Parcului Eolian Fântânele-Cogealac a fost inițiat de Continental Wind Partners LLC de la care a fost achiziționat în august 2008 de grupul CEZ. Prima turbină a fost pusă în funcțiune la 1 iunie 2010, iar ultima a fost conectată la rețea la 22 noiembrie 2012. Fiecare dintre turbinele eoliene este ridicată la înălțimea 100 de metri și are un diametru al rotorului de 99 de metri.
Proiectul Fântânele-Cogealac este compus din 240 de turbine eoliene care împreună au o capacitate de 600 MW. Acestea sunt controlate prin intermediul a două companii, Tomis Team, administrator al parcului Fântânele de 347,5 MW, și Ovidiu Development, administrator al parcului Cogealac de 252,2 MW. Ambele companii sunt controlate în proporție de 100% de CEZ.
După ce nu a mai primit certificate verzi pentru o parte a investiției, CEZ vrea să vândă parcul eolian de 600 MW de la Cogealac și Fântânele.